# 6-й федеральный избирательный округ Чьяпаса

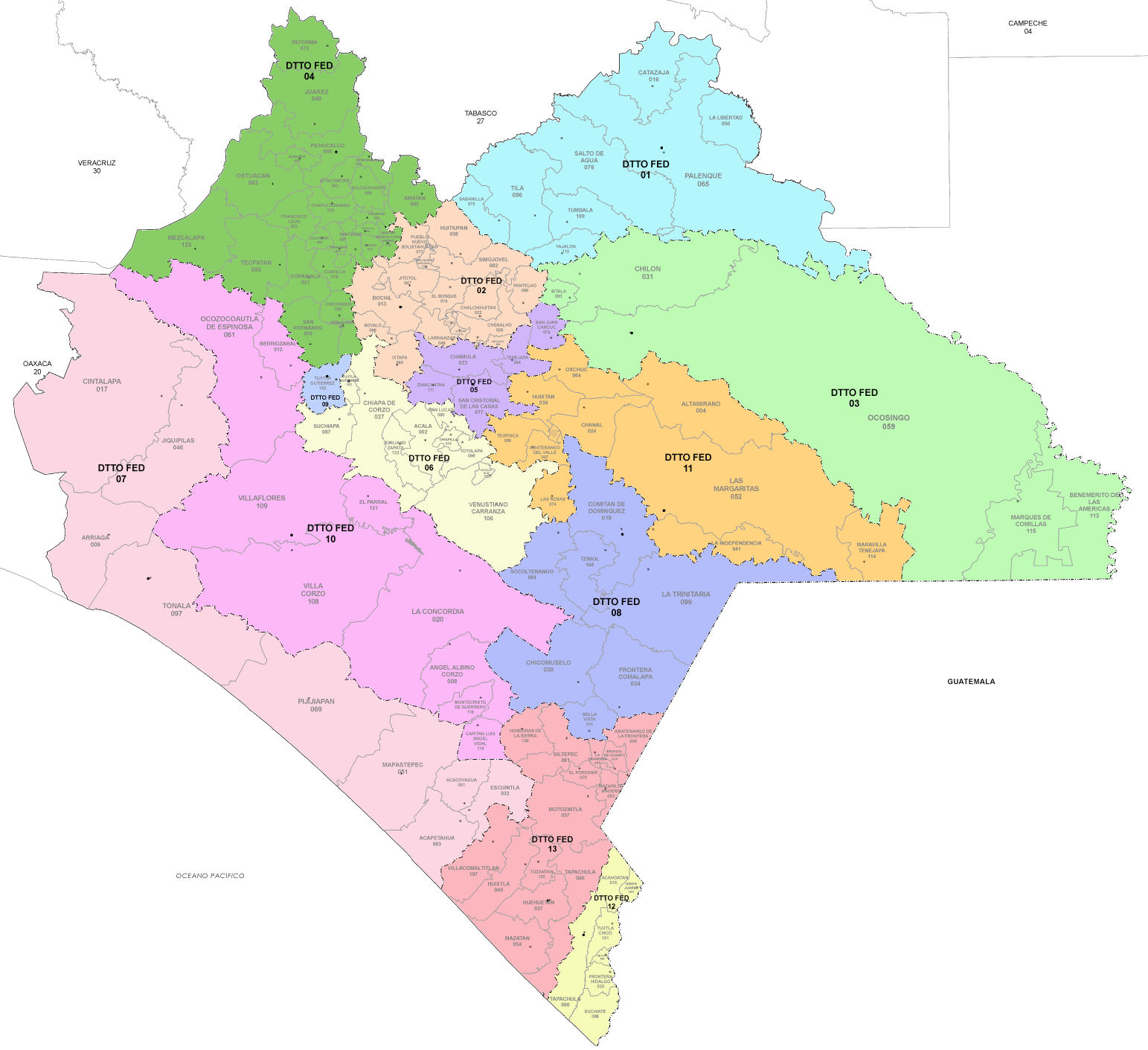
Карта федеральных избирательных округов штата Чьяпас. 6-й отмечен кремовым цветом

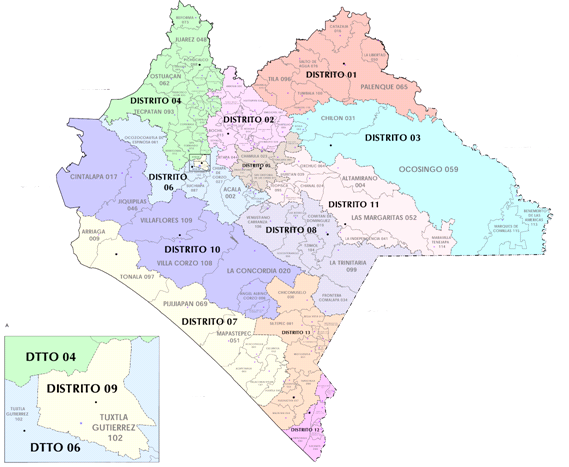
Карта федеральных избирательных округов штата Чьяпас в период с 2017 по 2022 год

6-й федеральный избирательный округ Чьяпаса в 2005—2017 годах

6-й федеральный избирательный округ Чьяпаса (исп. Distrito electoral federal 06 de Chiapas) — один из 300 избирательных округов, на которые делится терриория Мексики для проведения выборов в федеральную Палату депутатов, и один из 13 таких округов в штате Чьяпас.
От округа в нижнюю палату Конгресса избирается один депутат на трёхлетний законодательный период по принципу «первого прошедшего по списку». Голоса, поданные в округе, также учитываются при расчёте пропорционального представительства («многомандатности») депутатов, избранных от Третьего избирательного региона.

## Территория округа
В соответствии с планом формирования округов на 2023 год, принятым Национальным избирательным институтом, который будет использоваться для выборов 2024, 2027 и 2030 годов, 6-й округ охватывает 169 избирательных участков (исп. secciones electorales) в 10 муниципалитетах штата Чьяпас:
- Акала, Чьяпа-де-Корсо, Чьяпилья, Эмилиано-Сапата, Николас-Руис, Сан-Лукас, Сучьяпа, Тотолапа, Тустла-Гутьеррес (часть) и Венустиано-Карранса.

## Депутаты, избранные в Конгресс от округа
| Выборы | Депутат                                  | Партия | Срок                | Созыв Конгресса |
| ------ | ---------------------------------------- | ------ | ------------------- | --------------- |
| 1967   | Гонсалес Гарридо, Патросинио             |        | 1967—1970           | 47-й Конгресс   |
| 1970   | Октавио Каль-и-Майор Саус                |        | 1970—1973           | 48-й Конгресс   |
| 1973   | Мария Гуадалупе Крус Аранда              |        | 1973—1976           | 49-й Конгресс   |
| 1976   | Леонардо Леон Серпа                      |        | 1976—1979           | 50-й Конгресс   |
| 1979   | Альберто Рамон Сердио Бадо               |        | 1979—1982           | 51-й Конгресс   |
| 1982   | Умберто Пулидо Гарсия                    |        | 1982—1985           | 52-й Конгресс   |
| 1985   | Ильсе Сармьенто Гомес                    |        | 1985—1988           | 53-й Конгресс   |
| 1988   | Ромео Руис Армьенто                      |        | 1988—1991           | 54-й Конгресс   |
| 1991   | Marlene Herrera Díaz                     |        | 1991—1994           | 55-й Конгресс   |
| 1994   | Рафаэль Себальос Кансино                 |        | 1994—1997           | 56-й Конгресс   |
| 1997   | Шаблон:Ill Агустин Сантьяго Альборес     |        | 1997—1999 1999—2000 | 57-й Конгресс   |
| 2000   | Roberto Domínguez Castellanos            |        | 2000—2003           | 58-й Конгресс   |
| 2003   | Roberto Aguilar Hernández                |        | 2003—2006           | 59-й Конгресс   |
| 2006   | Héctor Narcia Álvarez                    |        | 2006—2009           | 60-й Конгресс   |
| 2009   | Mirna Lucrecia Camacho Pedrero           |        | 2009—2012           | 61-й Конгресс   |
| 2012   | Williams Ochoa Gallegos                  |        | 2012—2015           | 62-й Конгресс   |
| 2015   | Сасиль Дора Лус де Леон Вильяр           |        | 2015—2018           | 63-й Конгресс   |
| 2018   | Zoé Robledo Aburto Рауль Бонифас Моэдано |        | 2018 2018—2021      | 64-й Конгресс   |
| 2021   | Шаблон:Ill                               |        | 2021—2024           | 65-й Конгресс   |
| 2024   | Флор де Мария Эспонда Торрес             |        | 2024—2027           | 66-й Конгресс   |

## Президентские выборы
| Выборы | Победивший в округе          | Партия или коалиция        | %       |
| ------ | ---------------------------- | -------------------------- | ------- |
| 2018   | Андрес Мануэль Лопес Обрадор | Вместе мы войдём в историю | 71,4591 |
| 2024   | Клаудия Шейнбаум             | Продолжим творить историю  | 71,9112 |